# Neserigone
Genre
Neserigone est un genre d'araignées aranéomorphes de la famille des Linyphiidae.

## Distribution
Les espèces de ce genre se rencontrent au Japon et en Russie.

## Liste des espèces
Selon World Spider Catalog (version 16.5, 2/11/2015) :
- Neserigone basarukini Eskov, 1992
- Neserigone nigriterminorum (Oi, 1960)
- Neserigone torquipalpis (Oi, 1960)

## Publication originale
- Eskov, 1992 : A restudy of the generic composition of the linyphiid spider fauna of the Far East (Araneida: Linyphiidae). Entomologica Scandinavica, vol. 23, no 2, p. 153-168.